# Landtagswahlkreis Singen
Der Landtagswahlkreis Singen (Wahlkreis 57) ist ein Landtagswahlkreis im Süden von Baden-Württemberg. Er umfasst die Gemeinden Aach, Bodman-Ludwigshafen, Büsingen am Hochrhein, Eigeltingen, Engen, Gailingen am Hochrhein, Gottmadingen, Hilzingen, Hohenfels, Mühlhausen-Ehingen, Mühlingen, Orsingen-Nenzingen, Rielasingen-Worblingen, Singen (Hohentwiel), Steißlingen, Stockach, Tengen und Volkertshausen aus dem Landkreis Konstanz.
Die Grenzen der Landtagswahlkreise wurden nach der Kreisgebietsreform von 1973 zur Landtagswahl 1976 grundlegend neu zugeschnitten und seitdem nur punktuell geändert. Änderungen, die den Wahlkreis Singen betrafen, gab es seitdem keine.

## Wahl 2021
Die Landtagswahl 2021 hatte folgendes Ergebnis:
| Direktkandidat    | Partei       | Stimmen in % | Landtagswahl 2016 Stimmen in % |
| ----------------- | ------------ | ------------ | ------------------------------ |
| Dorothea Wehinger | Grüne        | 32,1         | 28,8                           |
| Tobias Herrmann   | CDU          | 21,5         | 27,8                           |
| Bernhard Eisenhut | AfD          | 11,3         | 15,7                           |
| Hans-Peter Storz  | SPD          | 12,3         | 12,8                           |
| Markus Bumiller   | FDP          | 11,7         | 8,3                            |
| Franz Segbers     | DIE LINKE    | 3,0          | 2,2                            |
| Michael Hinzen    | ödp          | 0,6          | 0,6                            |
| Philipp Weimer    | Die PARTEI   | 1,9          | 0,7                            |
| Hansjörg Laufer   | Freie Wähler | 3,0          | 1,4                            |
| Uli Reith         | dieBasis     | 1,1          | –                              |
| Jörn Greszki      | KlimalisteBW | 0,5          | –                              |
| Helmut Happe      | WiR2020      | 1,0          | –                              |
| –                 | Sonstige     | –            | 1,7                            |

## Wahl 2016
Die Landtagswahl 2016 hatte folgendes Ergebnis:
| Direktkandidat         | Partei       | Stimmen in % | Landtagswahl 2011 Stimmen in % |
| ---------------------- | ------------ | ------------ | ------------------------------ |
| Dorothea Wehinger      | Grüne        | 28,8         | 22,6                           |
| Wolfgang Reuther       | CDU          | 27,8         | 40,1                           |
| Wolfgang Gedeon        | AfD          | 15,7         | –                              |
| Hans-Peter Storz       | SPD          | 12,8         | 23,4                           |
| Kirsten Brößke         | FDP          | 8,3          | 6,0                            |
| Jürgen Bernhard Geiger | DIE LINKE    | 2,2          | 3,0                            |
| Peter Waldschütz       | Freie Wähler | 1,4          | –                              |
| Günter Waldraff        | ALFA         | 0,9          | –                              |
| Sascha Maus            | Die PARTEI   | 0,7          | –                              |
| Franz Weber            | ÖDP          | 0,6          | 0,9                            |
| Siegfried Pauly        | NPD          | 0,6          | 1,1                            |
| Reinhold Gieser        | REP          | 0,2          | 0,6                            |

## Wahl 2011
Die Landtagswahl 2011 hatte folgendes Ergebnis:
| Direktkandidat    | Partei    | Stimmen in % | Landtagswahl 2006 Stimmen in % | Landtagswahl 2001 Stimmen in % |
| ----------------- | --------- | ------------ | ------------------------------ | ------------------------------ |
| Wolfgang Reuther  | CDU       | 40,1         | 47,2                           | 48,7                           |
| Hans-Peter Storz  | SPD       | 23,4         | 22,9                           | 33,0                           |
| Udo Engelhardt    | Grüne     | 22,6         | 09,4                           | 06,2                           |
| Oliver Kuppel     | FDP       | 06,0         | 12,9                           | 07,2                           |
| Michael Krause    | DIE LINKE | 03,0         | WASG: 3,1                      | –                              |
| Markus Haberstock | Piraten   | 02,2         | –                              | –                              |
| Benjamin Hennes   | NPD       | 01,1         | 01,1                           | 00,4                           |
| Franz Weber       | ÖDP       | 00,9         | 00,5                           | 00,7                           |
| Simone Bek        | REP       | 00,6         | 01,4                           | 03,2                           |
| –                 | Sonstige  | –            | 01,6                           | 00,6                           |

## Abgeordnete seit 1976
Bei den Landtagswahlen in Baden-Württemberg hat jeder Wähler nur eine Stimme, mit der sowohl der Direktkandidat als auch die Gesamtzahl der Sitze einer Partei im Landtag ermittelt werden. Dabei gibt es keine Landes- oder Bezirkslisten, stattdessen werden zur Herstellung des Verhältnisausgleichs unterlegenen Wahlkreisbewerbern Zweitmandate zugeteilt. Die bis 2006 gültige Regelung, die eine Zuteilung dieser Mandate nach absoluter Stimmenzahl auf Ebene der Regierungsbezirke vorsah, benachteiligte den Wahlkreis Singen, da er im Vergleich zu den anderen Wahlkreisen im Regierungsbezirk Freiburg immer zu den nach Bevölkerungszahl kleinsten gehörte.
Dadurch war es für Bewerber im Wahlkreis Singen schwierig, Zweitmandate zu erringen. Damit ist das Wahlsystem wesentliche Ursache dafür, dass der Wahlkreis Singen von 1976 bis 2011 jeweils nur durch einen direkt gewählten Abgeordneten der CDU im Landtag vertreten wurde.
Den Wahlkreis Singen vertraten seit 1976 folgende Abgeordnete im Landtag:
| Partei | Art des Mandats | Gewählte |
| ------ | --------------- | --- |
| CDU    | Erstmandat      | Robert Maus 1976, 1980, 1984, 1988, 1992 Veronika Netzhammer 1996, 2001, 2006 Wolfgang Reuther 2011                |
| Grüne  | Erstmandat      | Dorothea Wehinger 2016, 2021, Mandat niedergelegt am 31. August 2024 Saskia Frank nachgerückt am 1. September 2024 |
| SPD    | Zweitmandat     | Hans-Peter Storz 2011, 2021                                                                                        |
| AfD    | Zweitmandat     | Wolfgang Gedeon 2016 (ab 2020 parteilos) Bernhard Eisenhut 2021                                                    |